# Hypoedaleus guttatus
Hypoedaleus guttatus е вид птица от семейство Thamnophilidae, единствен представител на род Hypoedaleus.

## Разпространение
Видът е разпространен в Аржентина, Бразилия и Парагвай.